# 슈퍼 인프라맨
슈퍼 인프라맨(The Super Inframan)은 홍콩, 중국에서 제작된 화산 감독의 1975년 영화이다. 이수현 등이 주연으로 출연하였고 런미 쇼 등이 제작에 참여하였다.

## 출연

### 주연
- 이수현
- 데이너
- 여소룡